# Astir tis Anatolis
Der Astir tis Anatolis (griechisch Αστήρ της Ανατολής, deutsch Stern des Ostens) gilt seit Gründung 1858 als eine der ältesten Zeitschriften, die kontinuierlich in Griechenland erscheint.
Der Titel ist eine Anspielung auf Jesaja 60 . Sie wird herausgegeben von der Synode der Griechischen Evangelischen Kirche. Sie wurde 1858 von dem Wegbereiter des Protestantismus in Griechenland Michail Kalopothakis begründet und erschien zunächst wöchentlich, dann monatlich. Bis auf Unterbrechungen durch die Balkankriege und zu Beginn der Diktatur 1967 wurde die Zeitschrift kontinuierlich herausgegeben.
Der Astir tis Anatolis ist eine Familienzeitschrift und behandelt theologische, alltägliche und apologetische Themen. Er wird durch einen Ausschuss verwaltet, alle Mitarbeiter sind ehrenamtlich tätig.